# Championnat de France féminin de hockey sur glace 2006-2007
La saison 2006-07 est la 21e édition du Championnat de France féminin de hockey sur glace.

## Équipes engagées
Elles sont au nombre de quatorze :
| - HC Amiens Somme - HC Brest - HC Cergy-Pontoise - HC Colmar - HG Dunkerque - IC Épinal - HC Font-Romeu | - Gap HC - Grenoble MH 38 - HC Neuilly-sur-Marne - Pralognan - Rennes Cormorans HC - CSG Saint-Ouen - EN Strasbourg |

## Formule de la saison
- Première phase : du 23 septembre 2006 au 14 janvier 2007
  - Les équipes sont réparties en quatre groupes régionaux, A (Est), B (Nord), C (Ouest) et D (Sud). Les groupes se jouent sous la forme d'un championnat avec matchs aller-retour. Une fois les classements établis, les deux premiers de chaque groupe se qualifient pour les play-offs. Les autres équipes sont rassemblées au sein de groupes play-downs.
- Play-offs : du 14 janvier 2007 au 21 avril 2007
  - Les équipes qualifiées sont réparties en deux groupes régionaux : les équipes issues des groupes B et D dans le groupe play-offs A et celles issues des groupes A et D dans le groupe play-offs B. Les groupes se jouent sous la forme de championnats avec matchs aller-retour. Des classements sont ensuite établis. Les deux premiers de chaque groupe se qualifient pour le Carré Final. Les autres équipes sont reversées dans un tournoi pour la cinquième place.
- Play-downs : du 10 février 2007 au 8 avril 2007
  - Les équipes sont réparties en deux groupes régionaux : les équipes issues des groupes B et D dans le groupe play-downs A et celles issues des groupes A et D dans le groupe play-downs B. Les groupes se jouent sous la forme de championnats avec matchs aller-retour. Une fois les classements établis, des matchs de classement sont joués.
- Tournoi pour la cinquième place : 28 au 30 avril 2007
  - Les équipes s'affrontent dans un groupe se jouant sous la forme d'un championnat à match simple. L'équipe terminant à la première place termine cinquième du classement final.
- Carré final : 28 au 30 avril 2007
  - Les équipes qualifiées s'affrontent dans un groupe se jouant sous la forme d'un championnat à match simple. L'équipe terminant à la première place est sacrée Championne de France.

Les points sont attribués de la manière suivante :
- 2 points pour une victoire ;
- 1 point pour un nul ;
- 0 point pour une défaite ;
- -1 point pour un forfait.

## Résultats

### Première phase
Disputés du 23 septembre 2006 au 14 janvier 2007
Groupe A (Est)
| Domicile / Extérieur | Colmar | Épinal | Strasbourg |
| Colmar               |        | 4-1    | 14-1       |
| Épinal               | 2-5    |        | 8-0        |
| Strasbourg           | 1-13   | 3-11   |            |

|  | Victoire à domicile |  | Match nul |  | Victoire à l'extérieur |

Pour les significations des abréviations, voir Statistiques du hockey sur glace.
| Pl. | Équipe        | PJ | V | N | D | Pts | BP | BC | +/- |
| --- | ------------- | -- | - | - | - | --- | -- | -- | --- |
| 1   | HC Colmar     | 4  | 4 | 0 | 0 | 8   | 36 | 5  | +31 |
| 2   | IC Épinal     | 4  | 2 | 0 | 2 | 4   | 22 | 12 | +10 |
| 3   | EN Strasbourg | 4  | 0 | 0 | 4 | 0   | 5  | 46 | -41 |

Groupe B (Nord)
| Domicile / Extérieur | Amiens | Dunkerque | Neuilly-sur-Marne | Saint-Ouen |
| Amiens               |        | 7-1       | 2-14              | 2-8        |
| Dunkerque            | 3-8    |           | 2-12              | 1-7        |
| Neuilly-sur-Marne    | 13-2   | 9-1       |                   | 4-1        |
| Saint-Ouen           | 2-4    | 7-0       | 0-7               |            |

|  | Victoire à domicile |  | Match nul |  | Victoire à l'extérieur |

Pour les significations des abréviations, voir Statistiques du hockey sur glace.
| Pl. | Équipe               | PJ | V | N | D | Pts | BP | BC | +/- |
| --- | -------------------- | -- | - | - | - | --- | -- | -- | --- |
| 1   | HC Neuilly-sur-Marne | 6  | 6 | 0 | 0 | 12  | 59 | 8  | +51 |
| 2   | CSG Saint-Ouen       | 6  | 3 | 0 | 3 | 6   | 25 | 18 | +7  |
| 3   | HC Amiens Somme      | 6  | 3 | 0 | 3 | 6   | 25 | 41 | -16 |
| 4   | HG Dunkerque         | 6  | 0 | 0 | 6 | 0   | 8  | 50 | -42 |

Groupe C (Ouest)
| Domicile / Extérieur | Brest | Cergy-Pontoise | Rennes |
| Brest                |       | 1-14           | 4-1    |
| Cergy-Pontoise       | 23-0  |                | 27-0   |
| Rennes               | 1-5   | 0-35           |        |

|  | Victoire à domicile |  | Match nul |  | Victoire à l'extérieur |

Pour les significations des abréviations, voir Statistiques du hockey sur glace.
| Pl. | Équipe              | PJ | V | N | D | Pts | BP | BC | +/- |
| --- | ------------------- | -- | - | - | - | --- | -- | -- | --- |
| 1   | HC Cergy-Pontoise   | 4  | 4 | 0 | 0 | 8   | 99 | 1  | +98 |
| 2   | HC Brest            | 4  | 2 | 0 | 2 | 4   | 10 | 39 | -29 |
| 3   | Rennes Cormorans HC | 4  | 0 | 0 | 4 | 0   | 2  | 71 | -69 |

Groupe D (Sud)
| Domicile / Extérieur | Font-Romeu | Gap      | Grenoble | Pralognan |
| Font-Romeu           |            | non joué | 9-2      | 6-5       |
| Gap                  | 0-18       |          | 4-15     | 2-8       |
| Grenoble             | 7-9        | 14-3     |          | 10-2      |
| Pralognan            | 1-10       | 13-0     | 9-2      |           |

|  | Victoire à domicile |  | Match nul |  | Victoire à l'extérieur |

Pour les significations des abréviations, voir Statistiques du hockey sur glace.
| Pl. | Équipe         | PJ | V | N | D | Pts | BP | BC | +/- |
| --- | -------------- | -- | - | - | - | --- | -- | -- | --- |
| 1   | HC Font-Romeu  | 5  | 5 | 0 | 0 | 10  | 52 | 15 | +37 |
| 2   | Grenoble MH 38 | 6  | 3 | 0 | 3 | 6   | 50 | 36 | +14 |
| 3   | Pralognan      | 6  | 3 | 0 | 3 | 6   | 38 | 30 | +8  |
| 4   | Gap HC         | 5  | 0 | 0 | 5 | 0   | 9  | 68 | -59 |

Le classement étant déjà joué, Font-Romeu et Gap décident de ne pas jouer le dernier match.

### Play-offs
Disputés du 14 janvier 2007 au 21 avril 2007
Groupe play-offs A
| Domicile / Extérieur | Brest | Cergy-Pontoise | Neuilly-sur-Marne | Saint-Ouen |
| Brest                |       | non joué       | 1-11              | 4-4        |
| Cergy-Pontoise       | 32-0  |                | 9-2               | 9-2        |
| Neuilly-sur-Marne    | 7-5   | 1-7            |                   | 7-2        |
| Saint-Ouen           | 2-5   | 2-9            | 1-4               |            |

|  | Victoire à domicile |  | Match nul |  | Victoire à l'extérieur |

Pour les significations des abréviations, voir Statistiques du hockey sur glace.
| Pl. | Équipe               | PJ | V | N | D | Pts | BP | BC | +/- |
| --- | -------------------- | -- | - | - | - | --- | -- | -- | --- |
| 1   | HC Cergy-Pontoise    | 5  | 5 | 0 | 0 | 10  | 66 | 7  | +59 |
| 2   | HC Neuilly-sur-Marne | 6  | 4 | 0 | 2 | 8   | 32 | 25 | +7  |
| 3   | HC Brest             | 5  | 1 | 1 | 3 | 3   | 15 | 56 | -41 |
| 4   | CSG Saint-Ouen       | 6  | 0 | 1 | 5 | 1   | 13 | 38 | -25 |

Le classement étant déjà joué, Brest et Cergy-Pontoise décident de ne pas jouer le dernier match.
Groupe play-offs B
| Domicile / Extérieur | Colmar | Épinal | Font-Romeu | Grenoble |
| Colmar               |        | 4-1    | 0-12       | 0-22     |
| Épinal               | 1-4    |        | 0-12       | non joué |
| Font-Romeu           | 19-0   | 13-1   |            | 4-3      |
| Grenoble             | 17-1   | 14-0   | 6-7        |          |

|  | Victoire à domicile |  | Match nul |  | Victoire à l'extérieur |

Pour les significations des abréviations, voir Statistiques du hockey sur glace.
| Pl. | Équipe         | PJ | V | N | D | Pts | BP | BC | +/- |
| --- | -------------- | -- | - | - | - | --- | -- | -- | --- |
| 1   | HC Font-Romeu  | 6  | 6 | 0 | 0 | 12  | 67 | 10 | +57 |
| 2   | Grenoble MH 38 | 5  | 3 | 0 | 2 | 6   | 65 | 12 | +53 |
| 3   | HC Colmar      | 6  | 2 | 0 | 4 | 4   | 9  | 72 | -63 |
| 4   | IC Épinal      | 5  | 0 | 0 | 5 | 0   | 3  | 47 | -44 |

Le classement étant déjà joué, Épinal et Grenoble décident de ne pas jouer le dernier match.

### Play-downs
Disputés du 10 février 2007 au 8 avril 2007
Groupe play-downs A
| Domicile / Extérieur | Amiens            | Dunkerque | Rennes |
| Amiens               |                   | 15-1      | 4-2    |
| Dunkerque            | Dunkerque forfait |           | 1-3    |
| Rennes               | 4-5               | 1-6       |        |

|  | Victoire à domicile |  | Match nul |  | Victoire à l'extérieur |

Pour les significations des abréviations, voir Statistiques du hockey sur glace.
| Pl. | Équipe              | PJ | V | N | D | Pts | BP | BC | +/- |
| --- | ------------------- | -- | - | - | - | --- | -- | -- | --- |
| 1   | HC Amiens Somme     | 3  | 3 | 0 | 0 | 6   | 24 | 7  | +17 |
| 2   | Rennes Cormorans HC | 4  | 1 | 0 | 3 | 2   | 10 | 16 | -6  |
| 3   | HG Dunkerque        | 3  | 1 | 0 | 2 | 1   | 8  | 19 | -11 |

Groupe play-downs B
| Domicile / Extérieur | Gap  | Pralognan         | Strasbourg |
| Gap                  |      | Pralognan forfait | 11-1       |
| Pralognan            | 11-3 |                   | 11-1       |
| Strasbourg           | 5-9  | Pralognan forfait |            |

|  | Victoire à domicile |  | Match nul |  | Victoire à l'extérieur |

Pour les significations des abréviations, voir Statistiques du hockey sur glace.
| Pl. | Équipe     | PJ | V | N | D | Pts | BP | BC | +/- |
| --- | ---------- | -- | - | - | - | --- | -- | -- | --- |
| 1   | Gap        | 3  | 2 | 0 | 1 | 4   | 23 | 17 | +6  |
| 2   | Pralognan  | 2  | 2 | 0 | 0 | 2   | 22 | 4  | +18 |
| 3   | Strasbourg | 3  | 0 | 0 | 3 | 0   | 7  | 31 | -24 |

À la suite des différents forfaits, les matchs de classement sont annulés.

### Tournoi pour la cinquième place
Disputé à Cherbourg du 28 au 30 avril 2007
28 avril 2007
- HC Brest 4-3 CSG Saint-Ouen
- HC Colmar 5-0 IC Épinal

29 avril 2007
- CSG Saint-Ouen 5-2 IC Épinal
- HC Colmar 2-10 HC Brest

30 avril 2007
- CSG Saint-Ouen 4-1 HC Colmar
- HC Brest 5-0 par forfait IC Épinal

Pour les significations des abréviations, voir Statistiques du hockey sur glace.
| Pl. | Équipe         | PJ | V | N | D | Pts | BP | BC | +/- |
| --- | -------------- | -- | - | - | - | --- | -- | -- | --- |
| 5   | HC Brest       | 3  | 3 | 0 | 0 | 6   | 19 | 5  | +14 |
| 6   | CSG Saint-Ouen | 3  | 2 | 0 | 1 | 4   | 12 | 7  | +5  |
| 7   | HC Colmar      | 3  | 1 | 0 | 2 | 2   | 8  | 14 | -6  |
| 8   | IC Épinal      | 3  | 0 | 0 | 3 | -1  | 2  | 15 | -13 |

### Carré Final
Disputé à la Patinoire municipale de Neuilly-sur-Marne du 28 au 30 avril 2007
28 avril 2007
- HC Neuilly-sur-Marne 1-7 HC Cergy-Pontoise
- HC Font-Romeu 5-2 Grenoble MH 38

29 avril 2007
- HC Cergy-Pontoise 9-0 Grenoble MH 38
- HC Neuilly-sur-Marne 3-4 HC Font-Romeu

30 avril 2007
- Grenoble MH 38 8-3 HC Neuilly-sur-Marne
- HC Cergy-Pontoise 6-0 HC Font-Romeu

Pour les significations des abréviations, voir Statistiques du hockey sur glace.
| Pl. | Équipe               | PJ | V | N | D | Pts | BP | BC | +/- |
| --- | -------------------- | -- | - | - | - | --- | -- | -- | --- |
| 1   | HC Cergy-Pontoise    | 3  | 3 | 0 | 0 | 6   | 22 | 1  | +21 |
| 2   | HC Font-Romeu        | 3  | 2 | 0 | 1 | 4   | 9  | 11 | -2  |
| 3   | Grenoble MH 38       | 3  | 1 | 0 | 2 | 2   | 10 | 17 | -7  |
| 4   | HC Neuilly-sur-Marne | 3  | 0 | 0 | 3 | 0   | 7  | 19 | -12 |

## Bilan
Les joueuses de Cergy-Pontoise remportent leur quinzième titre de Championne de France, le huitième consécutif.
En bas de classement, la fin de saison en queue-de-poisson révèle un peu plus les difficultés que le hockey sur glace féminin connait en France.